# Otello (film 1986)
Otello è un film del 1986 diretto da Franco Zeffirelli, trasposizione cinematografica dell'omonima opera lirica di Giuseppe Verdi su libretto di Arrigo Boito, ispirata all'omonimo dramma di William Shakespeare. 
L'Orchestra ed il Coro del Teatro alla Scala sono diretti da Lorin Maazel.

È stato presentato in concorso al 39º Festival di Cannes.

## Trama
Cipro, fine del XV secolo. Otello è il nuovo comandante dell'isola per conto di Venezia; poco dopo il suo sbarco, reso difficoltoso da una tempesta, l'alfiere Jago crea tumulto durante una festa, facendo ubriacare il capitano Cassio che ferisce Montano, predecessore di Otello nel governo dell'isola.
Giunto sul posto il comandante toglie a Cassio il ruolo di capitano; a questo punto iniziano le trame di Jago, il quale odia profondamente Otello.

L'alfiere spinge Cassio a chiedere alla buona Desdemona, moglie di Otello, di intercedere per lui presso il marito e, contemporaneamente, inizia ad insinuare ad Otello che esiste una relazione tra Cassio e Desdemona. Il crescendo di queste insinuazioni e la creazione di false prove (Jago ruba un fazzoletto che Otello aveva regalato alla moglie e lo nasconde in casa di Cassio) portano Otello alla disperazione e alla decisione di uccidere Desdemona.

Una volta compito il delitto viene però scoperto da Emilia, moglie di Jago, che dà l'allarme: alla presenza di Cassio e di altri nobili accorsi Otello racconta i motivi che lo hanno spinto al gesto estremo ed Emilia rivela la verità sul fazzoletto rubato. Per vendetta Jago uccide la moglie e, mentre fugge, viene ucciso da Otello (queste due morti non sono presenti nell'opera di Verdi).

Scoperto l'inganno Otello disperato si trafigge con un pugnale.

## Produzione

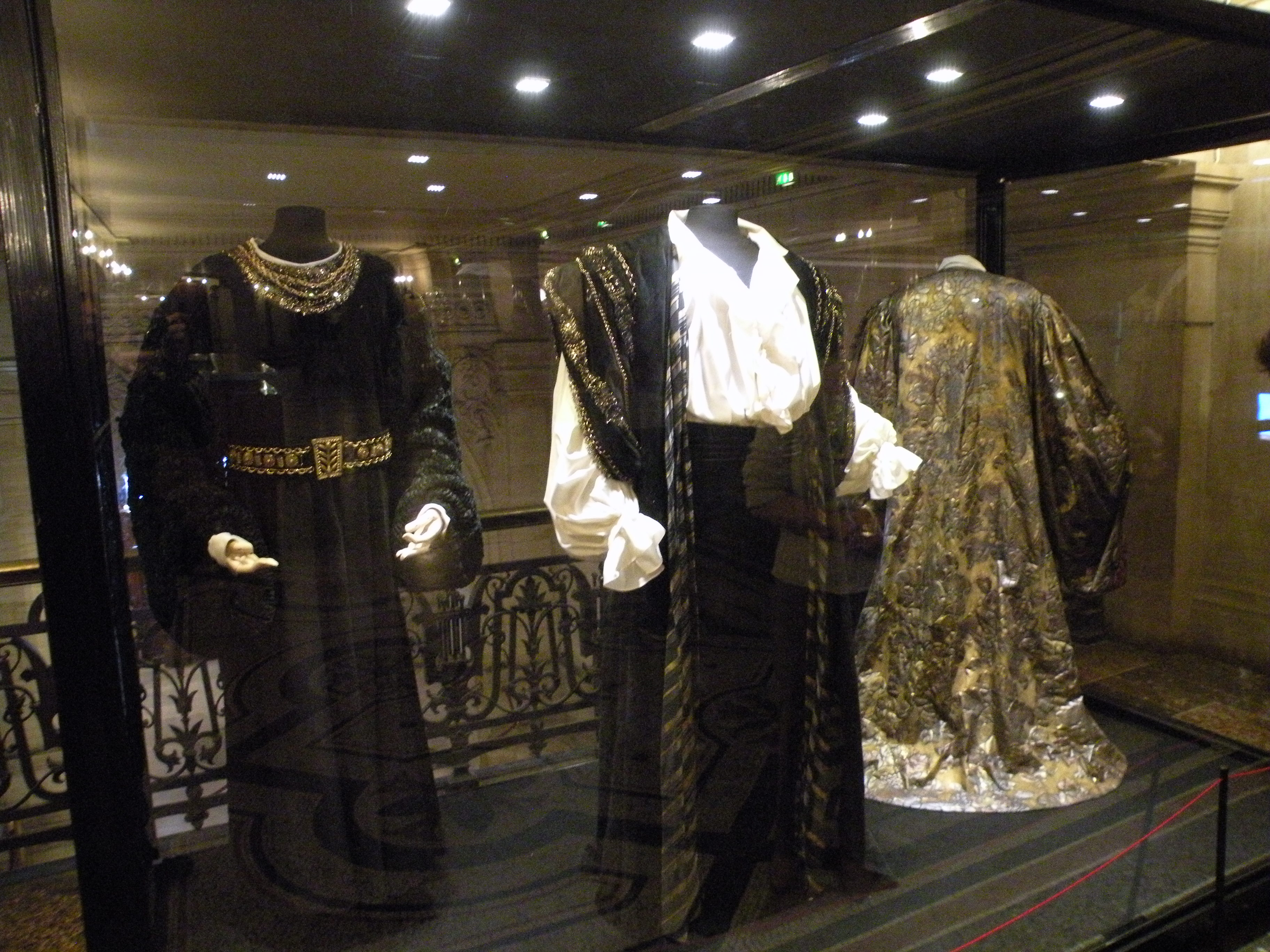
I costumi di Otello

Le scene relative al castello sono state girate nel castello di Barletta.

## Riconoscimenti
- National Board of Review Awards 1986
  - miglior film straniero